# STS-41-G

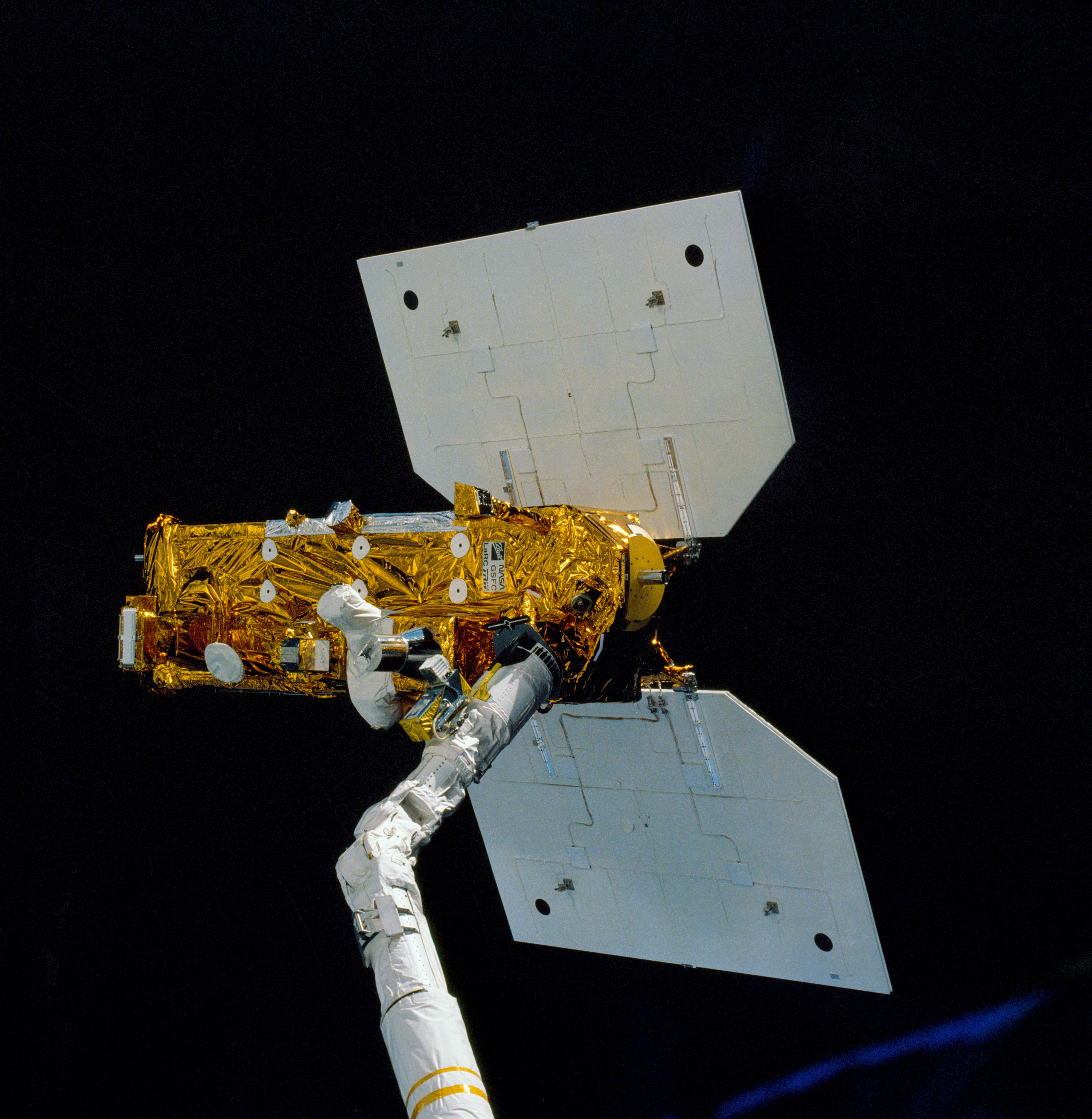

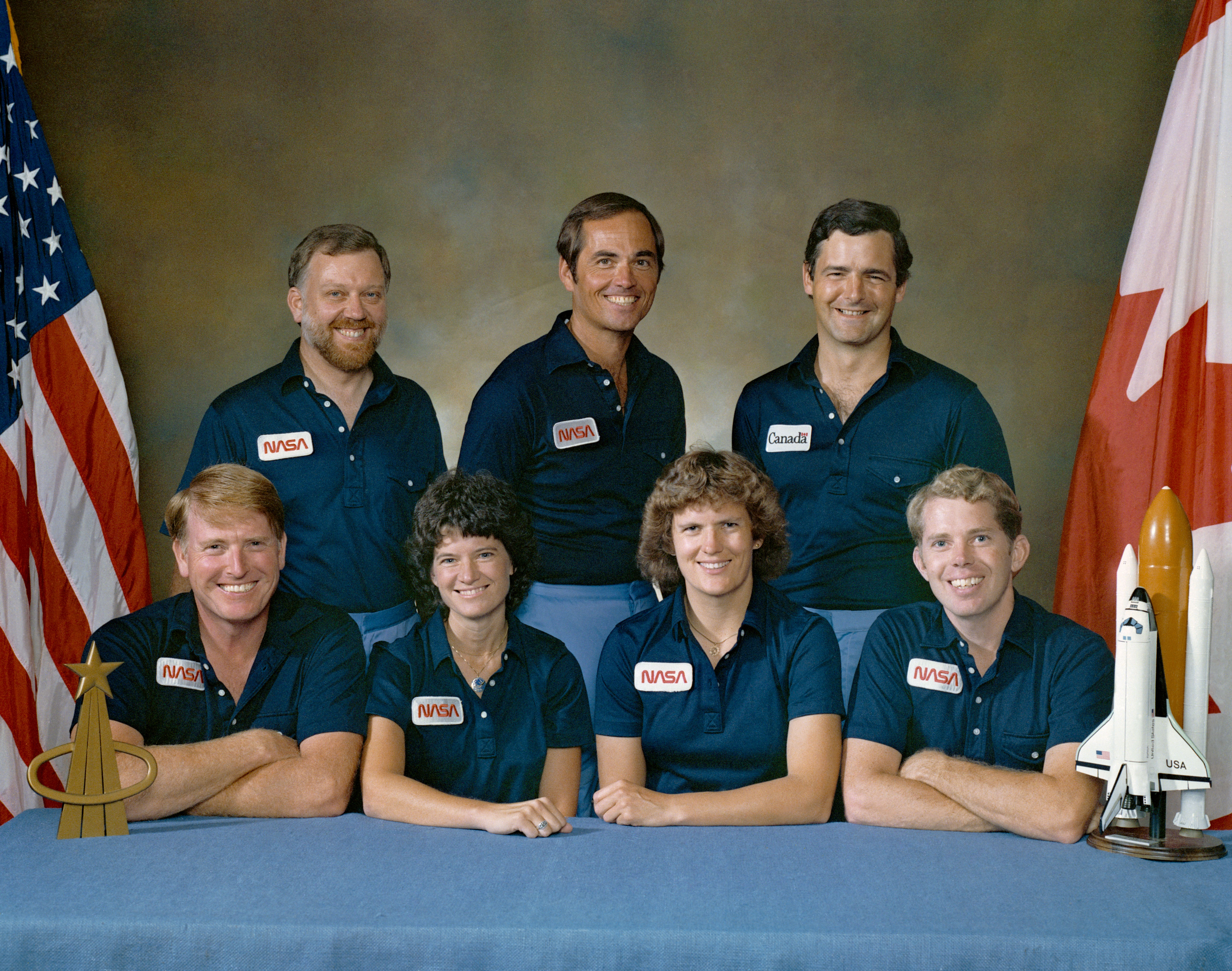
위: 폴 D. 스컬리 파워, 로버트 L. 크리펜, 마크 가르노
아래: 존 A. 맥브라이드, 샐리 K. 라이드, 캐서린 D. 설리반, 데이비드 C. 리스마. 맥브라이드 주위에 있는 금색 우주 비행사 핀의 복제품은 유니티(Unity)를 의미한다.

STS-41-G(구 명칭 STS-17)는 NASA 우주왕복선 계획의 13번째 비행이자 챌린저 우주왕복선의 6번째 비행이었다. 챌린저호는 1984년 10월 5일 발사되었고, 1984년 10월 13일 케네디 우주센터에 두 번째 셔틀 착륙을 실시했다. 여성 2명을 태운 첫 번째 승무원(샐리 K. 라이드와 샐리 K. 라이드, 캐서린 D. 설리반(Kathryn D. Sullivan), 여성이 참여한 미국 최초의 우주 비행사 활동(EVA)(설리번), 호주 태생 최초로 우주로 여행을 떠난 사람이자 수염을 기른 최초의 우주 비행사(폴 D. 스컬리-파워), 캐나다 최초의 우주 비행사(마크 가르노)가 함께했다.
STS-41-G는 비행을 기록하기 위해 IMAX 카메라를 탑재한 세 번째 셔틀 임무였다. 설리반과 리스트마(Leestma)의 EVA를 포함한 임무의 발사 및 궤도 영상은 1985년 IMAX 영화 "The Dream is Alive"에 등장했다.